# Eclissi solare del 14 gennaio 1907
L'Eclissi solare del 14 gennaio 1907, di tipo totale, è un evento astronomico che ha avuto luogo il suddetto giorno attorno alle ore 06:05 UTC. La durata della fase massima dell'eclissi è stata di 2 minuti e 25 secondi e l'ombra lunare sulla superficie terrestre raggiunse una larghezza di 189 km; Il punto di massima totalità è stato in Cina nei pressi della Contea di Qiemo.
L'eclissi del 14 gennaio 1907 è stata la prima eclissi solare nel 1907 e la 15ª nel XX secolo. La precedente eclissi solare si è verificata il 20 agosto 1906, la seguente il 10 luglio 1907. 
L'eclissi solare totale è passata attraverso Russia e Cina, mentre l'eclissi solare parziale ha coperto l'Europa sud orientale, la maggior parte dell'Asia e alcune aree circostanti.

## Percorso e visibilità
L'evento si è presentato all'alba locale a nord ovest della Russia meridionale, ora territorio di Oblast' di Volgograd. In seguito l'ombra lunare ha attraversato il Mar Caspio a nord-est, l'Asia centrale in Cina e la Contea di Qiemo, qui raggiungendo il massimo punto di eclissi. Dopodiché, l'umbra si rivolse a nord-est e penetrò attraverso la Cina settentrionale, quindi entrò in Russia e infine terminò nel sud-est dell'attuale Repubblica di Sakha al tramonto.

## Osservazioni a fini scientifici

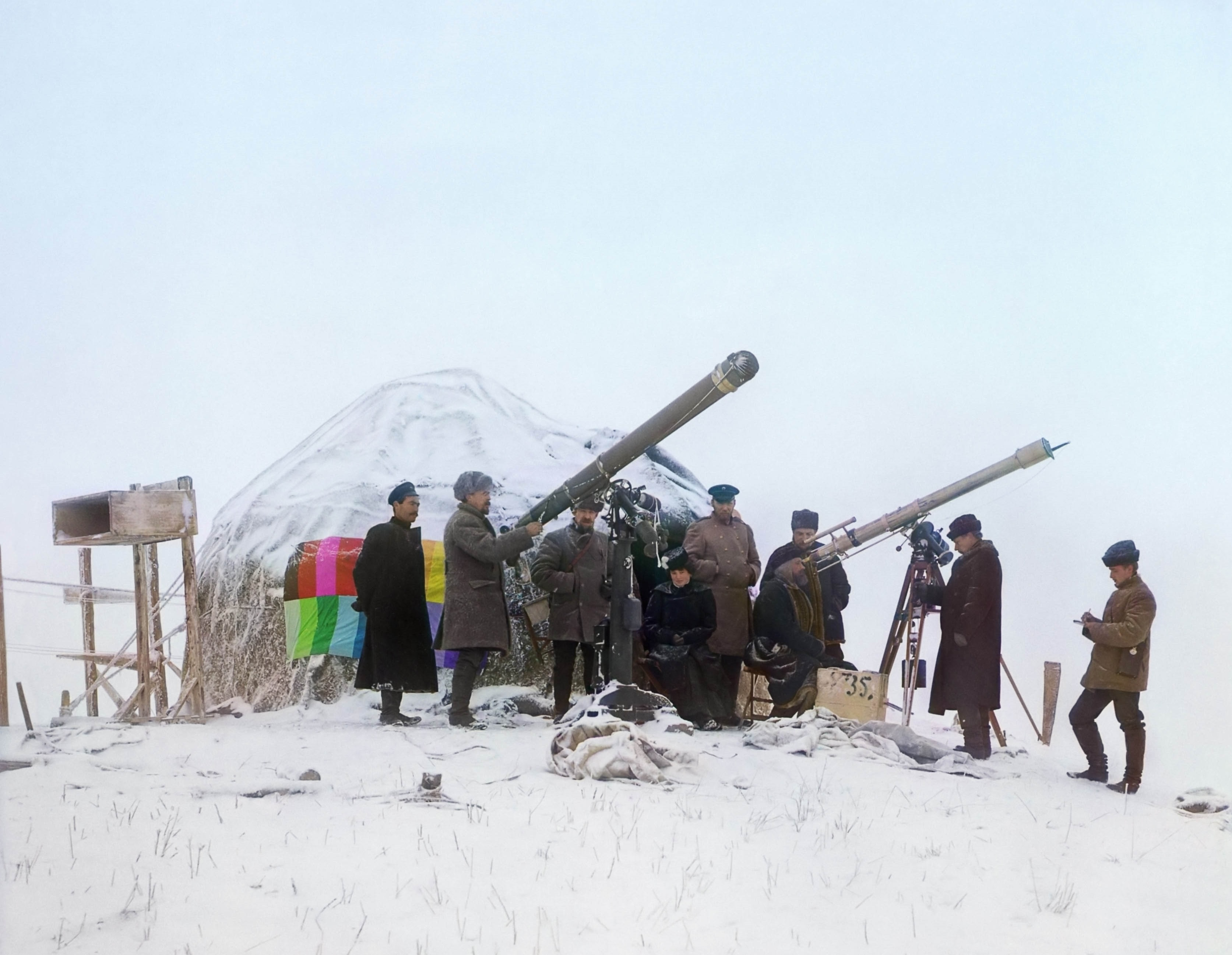
Preparazioni per l'osservazione dell'eclissi solare vicino alla stazione di Chernyaevo, nel distretto russi di Magdagačinskij rajon, il 1 gennaio 1907

Un gruppo di osservatori si è recato con una corposa strumentazione presso le montagne di Tien Shan per riprendere l'eclissi.

## Eclissi correlate

### Eclissi solari 1906 - 1909
Questa eclissi è un membro di una serie semestrale. Un'eclissi in una serie semestrale di eclissi solari si ripete approssimativamente ogni 177 giorni e 4 ore (un semestre) in nodi alternati dell'orbita della Luna.

### Ciclo di Saros 120
Questa eclissi fa parte del ciclo di Saros 120, che si ripete ogni 18 anni, 11 giorni, contenente 71 eventi. La serie iniziò con un'eclissi solare parziale il 27 maggio 933 d.C. e comprese anche un'eclissi anulare l'11 agosto 1059. L'eclissi ibrida si manifestò per tre date: dall'8 maggio 1510 al 29 maggio 1546; inoltre comprende eclissi totali dall'8 giugno 1564 fino al 30 marzo 2033. La serie termina al membro 71 con un'eclissi parziale il 7 luglio 2195 . La durata più lunga di una totale nel ciclo è stata di 2 minuti e 50 secondi il 9 marzo 1997. Tutte le eclissi di questa serie si verificano nel nodo discendente della Luna.